# Crispatotrochus woodsi
Espèce
Statut CITES
Crispatotrochus woodsi est une espèce de coraux appartenant à la famille des Caryophylliidae.